# オトナの男
『オトナの男』（おとなのおとこ）は、1997年7月6日から9月28日にかけてTBS系列の「東芝日曜劇場」で放送されていたテレビドラマ。役所広司主演。

## ストーリー
大手広告代理店・営業部に勤める水町大二郎（役所広司）は、会社の前で突然、かつての同僚、小田深雪（松本明子）に声を掛けられ、愕然とする。2人は7年前に付き合っていたのだが、大二郎が一方的にフラれ、その後深雪は他の男と結婚したと聞いていたからだ。
深雪は離婚して、バツイチのキャリアウーマンとして、大二郎の営業部に戻ってきたのだった。
このドラマがきっかけで、ブロッコリーの天ぷらがポピュラーとなった。

## キャスト
- 水町大二郎：役所広司
- 小田深雪：松本明子
- 成瀬仁：段田安則
- 野ノ宮優作：西村雅彦
- 古金日向子：菊池麻衣子
- 山科賢太：吹越満
- 清水博：芹沢新
- 西脇亨：原田泰造
- 白石さとみ：古川りか
- 谷口伸枝：安達香代子
- 狩森久史：小野武彦
- 高柳葉子：余貴美子
- 成瀬彩子：香川京子

## スタッフ
- 脚本：大石静
- プロデューサー：橋本孝
- 演出：吉田秋生、戸高正啓、大岡進
- 主題歌：古内東子「大丈夫」（ソニーレコード）
- サウンドトラック・アルバム：古内東子「Night and Day」（ソニーレコード）

## サブタイトル
| 第1話                                                      | 1997年7月6日  | 結婚したい39歳   | 吉田秋生 | 18.9% |
| 第2話                                                      | 1997年7月13日 | 恋に落ちる瞬間   | 吉田秋生 | 14.7% |
| 第3話                                                      | 1997年7月20日 | 偽りのキス       | 戸高正啓 | 15.2% |
| 第4話                                                      | 1997年7月27日 | 好きと言えなくて | 大岡進   | 12.5% |
| 第5話                                                      | 1997年8月3日  | 今夜、プロポーズ | 戸高正啓 | 13.2% |
| 第6話                                                      | 1997年8月10日 | せつない片想い   | 吉田秋生 | 12.1% |
| 第7話                                                      | 1997年8月17日 | 抱きしめたい!    | 吉田秋生 | 13.0% |
| 第8話                                                      | 1997年8月24日 | 衝撃の一夜!      | 大岡進   | 13.0% |
| 第9話                                                      | 1997年8月31日 | もつれた恋の行方 | 戸高正啓 | 13.6% |
| 第10話                                                     | 1997年9月7日  | いちばん危険な夜 | 北村信彦 | 13.5% |
| 第11話                                                     | 1997年9月14日 | お前が好きだ!    | 戸高正啓 | 11.8% |
| 第12話                                                     | 1997年9月21日 | キス!キス!キス   | 吉田秋生 | 13.5% |
| 最終話                                                     | 1997年9月28日 | それぞれの結婚   | 吉田秋生 | 13.0% |
| 平均視聴率 13.9%（視聴率は関東地区・ビデオリサーチ社調べ） |               |                  |          |       |